# 舟根綾菜
舟根 綾菜（ふなね あやな、2002年5月15日 - ）は、日本の女子バレーボール選手である。

## 来歴
北海道旭川市出身。両親、先生、友人に勧められて小学2年生からバレーボールを始める。
下北沢成徳高等学校を経て、2020/21シーズン、V.LEAGUE DIVISION1 WOMEN（V1女子）に所属するトヨタ車体クインシーズの内定選手となった。
2021年、高校卒業後に、トヨタ車体クインシーズに入団した。入団1シーズン目となる2021/22シーズンにV1女子の試合に出場し、Vリーグデビューを果たした。

## 受賞歴
- 2024年 - V・サマーリーグ西部大会 最優秀選手賞[4]

## 所属チーム
- 下北沢成徳高等学校（2018-2021年）
- トヨタ車体クインシーズ/クインシーズ刈谷（2021年-）